# Земля первісних часів II: Пригоди у Великій долині
Земля первісних часів II: Пригоди у великій долині -  пригодницький музичний анімаційний фільм 1994 року режисера Роя Аллена Сміта, друга частина сиквел американо-ірландського анімаційного фільму Земля первісних часів, який продюсували Amblin Entertainment та Sullivan Bluth Studios. Він вийшов через шість років після оригіналу.
Дія та сюжет фільму зроблені набагато м'якше і повільніше, ніж оригінал, і включає музичні номери, щоб сподобатися аудиторії, орієнтованій на дітей дошкільного віку. Кендіс Гатсон - єдина акторка, що повертається до фільму, відтворюючи свою роль Сери.

## Сюжет
Літлфут, Сера, Дакі, Петрі та Спайк безтурботно живуть у Великій Долині під пильним наглядом своїх родин. Одного разу, вони провинилися, за що були покарані. Наступної ночі, діти на таємній зустрічі вирішують довести свою хоробрість і зрілість, вони женуться за двома крадіями яєць, Оззі та Струтом, які викрали яйце з гнізда матері Дакі. 
Помилково повертають в Долину зовсім інше яйце, а викрадене яйце саме прикочується назад в гніздо. Коли вилуплюється дитинча, Літтлфут бере його під свою опіку і намагається виховувати, але незабаром переконується, що ростити дитину - нелегка справа, особливо якщо це - маленький гострозуб. Гострозубому не можна жити у Великій Долині, і друзі приймають рішення відвести Зубастика (так Літтлфут назвав малюка) в Таємничу Даль, де мешкають його родичі. Однак на шляху туди їх очікують великі небезпеки: спочатку - виверження вулкана, потім - нова зустріч з розлюченими Оззі і Струтом.
На довершення до всього в Долину проривається пара дорослих Гострозубів. На щастя для мешканців Долини, гострозубі не збираються на них полювати (принаймні зараз) - виявляється, це батьки Зубастика, що розшукують своє дитинча. Забравши його, вони залишають Велику Долину, і в ній знову запанував мир і спокій.

## Ролі озвучували
Скотт МакЕфі — Літтлфут
Кендіс Гатсон — Сера
Гезер Хоґан — Дакі
Джеф Беннетт — Оззі / Петрі
Роб Полсен — Спайк / Спрут / Чомпер
Кеннет Марс — дідусь Літтлфута
Лінда Гері - бабуся Літтлфута
Тресс Мак-Нілл - мама Петрі / мама Дакі / Майазавр
Джон Інгл - оповідач / тато Сери

## Виробництво
У липні 1993 Universal Animation Studios оголосила, що сиквел мультфільму Земля первісних часів знаходиться в розробці. На той час дата його випуску ще не була встановлена.